# Robert Bechtle
Robert Bechtle (* 14. Mai 1932 in San Francisco, Kalifornien, USA; † 24. September 2020 in Berkeley, Kalifornien, USA) war ein US-amerikanischer zeitgenössischer Maler, Grafiker und wichtiger Vertreter des Fotorealismus. Er lebte in San Francisco.

## Leben
Robert Alan Bechtle studierte von 1950 bis 1958 am California College of Arts and Crafts in Oakland, Kalifornien und von 1960 bis 1961 an der University of California in Berkeley, Kalifornien.
Bechtle verbrachte sein ganzes Leben in der San Francisco Bay Area und der Schwerpunkt seiner Kunst war, die Szenen des dortigen Alltags wiederzugeben. Er begann bereits als Jugendlicher mit Zeichnungen mit Förderung durch seine Lehrer und seine Familie und verfolgte konsequent seine Karriere als Künstler. Bechtle gewann ein Stipendium, das sein erstes Jahr auf dem College finanzierte.
Nach dem Abschluss am California College of Arts and Crafts (heute California College of the Arts), kam er zur US-Armee nach Berlin, wo er Wandbilder für die Kantine malte und die europäischen Museen besuchte. Neben seinen Gemälden, Aquarellen und Zeichnungen wurde er auch ein bekannter Grafiker: Er arbeitete als Lithograph am Anfang seiner Karriere und nach 1982 vornehmlich mit Radierungen, die die Crown Point Press veröffentlichte.
Robert Bechtle lehrte an der San Francisco State University von 1978 bis 1999. Bechtle lebte und arbeitete im Potrero-Hill-Viertel von San Francisco.
Robert Bechtle war einer der frühesten Fotorealisten zusammen mit Richard Estes, Chuck Close und Ralph Goings. Mitte der 1960er Jahre begann er seinen eigenen Stil und seine Thematik zu finden, die er ein Leben lang pflegte. Seine Inspirationen bezog er aus seiner lokalen Umgebung in San Francisco, er malte die Umgebung, seine Freunde und Familie und die Straßen-Szenen. Eine besondere Aufmerksamkeit widmete er Autos. Bechtles Pinselführung ist in den Bildern kaum nachweisbar, sie wirken wie Fotos.
Im Jahr 1972 war er Teilnehmer der Documenta 5 in Kassel in der Abteilung Realismus. Seine Werke gehören zu den Sammlungen bedeutender Museen, unter anderem des Museum of Modern Art, des Metropolitan Museum of Art, des Whitney Museum of American Art und des Guggenheim Museums in New York, sowie des Walker Art Center, der Smithsonian Institution und des San Francisco Museum of Modern Art.
Robert Bechtle wurde 1994 zum Mitglied (N.A.) der National Academy gewählt.
Er starb am 24. September 2020 im Alter von 88 Jahren.